# Louise Guthrie
Pour les articles homonymes, voir Guthrie.
Louise Guthrie (née au Cap le 10 octobre 1879 et morte le 20 février 1966) est une botaniste et artiste botanique sud-africaine.

## Enfance
Isobel Louise Sophie Guthrie est née dans la ville du Cap, en Afrique du Sud, en 1879 ; elle est la fille du botaniste et mathématicien Francis Guthrie, né en Angleterre, et sa femme, Isabelle Grisbrook,. Elle étudie au lycée de jeunes filles de Rustenburg.

## Carrière
Louise Guthrie est assistante à l'Herbier Bolus de 1918 à 1927. Là, elle développe ses compétences en illustration botanique, elle est surtout connue pour une série de 264 représentations d'espèces de protea que l'on trouve en Afrique du Sud, série commencée en 1925, avec la dernière datée de 1947. Elle fait don de l'ensemble à l'Herbier Bolus en 1948.

## Héritage
L'épithète spécifique guthriae attribuée à plusieurs espèces de plantes a été créée en l'honneur de Louise Guthrie.
- (Aizoaceae) Mesembryanthemum guthrieae L.Bolus[5]
- (Aizoaceae) Oscularia guthrieae (L.Bolus) H.E.K.Hartmann[6]
- (Amaryllidaceae) Cyrtanthus guthrieae L.Bolus[7]
- (Proteaceae) Leucadendron guthrieae Salter[8]
- (Restionaceae) Thamnochortus guthrieae Pillans[9]

Ses œuvres sont archivées à l'Université du Cap. La Hermanus Botanical Society organise une exposition de 76 peintures de Louise Guthrie en 2000, dans la Réserve naturelle de Fernkloof (en). Quelques-unes de ses aquarelles sont visibles à la Maison de l'Afrique du Sud à Londres.